# پیتر مک‌درموت (دوچرخه‌سوار)
پیتر مک‌درموت (انگلیسی: Peter McDermott؛ زادهٔ ۱۱ دسامبر ۱۹۴۴) دوچرخه‌سوار اهل استرالیا است. وی در بازی‌های المپیک تابستانی ۱۹۶۸ شرکت کرده است.